# Кубок СССР по современному пятиборью 1975
Кубок СССР по современному пятиборью среди мужчин 1975 года проводился в городе Ростов-на-Дону с 16 по 20 сентября.
На турнире награды разыгрывались в личном и командном первенстве. Отличился Владимир Шмелев (олимпийский чемпион 1972 года). В этом сезоне Шмелев сделал своеобразный дубль: сначала стал чемпионом СССР, а сейчас выиграл Кубок СССР.

## Кубок СССР. Мужчины. Личное первенство
| Дисциплина        | Золото                                                          | Серебро                                              | Бронза                                       |
| Личное первенство | Владимир Шмелев · РСФСР · Московская область · Вооруженные Силы | В. Заднепровский · Литовская ССР · Клайпеда · Динамо | Г. Юрасов · Белорусская ССР · Минск · Динамо |

## Фехтование. Конкур
Неудача постигла лидеров турнира, которые занимали первые четыре место после фехтования. Сафронов упал на одном из препятствий и выбыл из соревнований. Опытный пятиборец из Казахстана Виктор Сватенко на лошади Альманах сделал много закидок и в итоге привез очень мало очков. Леониду Иванову (бронзовый призёр чемпионата мира 1975 года в команде) тоже досталась неподготовленная лошадь и в итоге он был снят с маршрута. Вот так неровный состав лошадей помешал выявить действительно сильнейших пятиборцев.
- Конкур. Результаты. Личное первенство.

| Место | Спортсмен    | Спортивное общество | Очки |
| ----- | ------------ | ------------------- | ---- |
| 1.    | Ю. Крастиньш | ДСО Профсоюзов      | 1100 |
| 2.    | М. Галавтин  | Динамо              | 1100 |
| 3.    | А. Шпилькин  | Динамо              | 1100 |
| 4.    | Б. Никитин   | Вооруженные Силы    | 1100 |
| 5.    | Т. Тынессе   | ДСО Профсоюзов      | 1100 |
| 6.    | А. Пальянов  | Вооруженные Силы    | 1100 |

- Положение после двух видов. Личное первенство.

| Место | Спортсмен     | Спортивное общество | Очки |
| ----- | ------------- | ------------------- | ---- |
| 1.    | А. Копылов    | Динамо-лично        | 1925 |
| 2.    | В. Шмелев     | Вооруженные Силы    | 1925 |
| 3.    | А. Шпилькин   | Динамо              | 1900 |
| 4.    | Ю. Крастиньш  | ДСО Профсоюзов      | 1875 |
| 5.    | В. Чулаевский | ДСО Профсоюзов      | 1848 |
| 6.    | В. Силяхин    | Вооруженные Силы    | 1843 |

- Положение после двух видов. Командное первенство.

| Место | Спортивное общество | Очки   |
| ----- | ------------------- | ------ |
| 1.    | Динамо              | 14 435 |
| 2.    | ДСО Профсоюзов      | 14 052 |
| 3.    | Вооруженные Силы    | 13 958 |

## Личное первенство. Победитель и призёры
| Место | Спортсмен        | Республика, город, спортивное общество | Сумма очков |
| ----- | ---------------- | -------------------------------------- | ----------- |
| 1.    | Владимир Шмелев  | Московская область, Вооруженные Силы   | 5372        |
| 2.    | В. Заднепровский | Литовская ССР, Клайпеда, Динамо        | 5185        |
| 3.    | Г. Юрасов        | Белорусская ССР, Минск, Динамо         | 5131        |

## Командное первенство. Победитель и призёры
| Дисциплина           | Золото        | Серебро                 | Бронза                |
| Командное первенство | Динамо 39 842 | Вооруженные Силы 39 591 | ДСО Профсоюзов 38 860 |